# Bernd Dittert
Bernd Dittert (n. 6 februarie 1961, Genthin, Republica Democrată Germană, Germania) este un ciclist german, medaliat olimpic. A participat la 2 ediții ale Jocurilor Olimpice (1988, 1992) în care a câștigat o medalie de aur și o medalie de bronz.